# 第2上野トンネル
第2上野トンネル（だい2うえのトンネル）は、東北新幹線上野駅 - 大宮駅間にある総延長1,495メートルの複線鉄道トンネルである。資料によっては上野第2トンネルと表記されていることもある。トンネルの入口は地下の上野駅（全長834メートル）につながっており、上野駅より起点側は全長1,133メートルの第1上野トンネルとなっている。このことから全体を合わせて全長3,462メートルの上野トンネルと呼ぶこともある。

## 建設の背景
1971年（昭和46年）4月に日本国有鉄道（国鉄）が決定した東北新幹線建設の計画では、上野駅は建設されないことになっており、上野恩賜公園の地下をトンネルで抜けて東京駅に向かうことになっていた。上野駅の地元台東区では東北新幹線を上野駅に乗り入れるように繰り返し陳情を行っていたが、国鉄では上野駅に乗り入れるのは運転速度、勾配、曲線半径の条件から難しいと返答していた。一方東京都知事は新幹線通過による不忍池などへの環境上の影響を懸念して上野恩賜公園直下ルートに難色を示していた。さらに東京駅で東北新幹線用に2面のプラットホームを用意する予定であったが、この頃車両故障などが相次いで混乱していた東海道新幹線のダイヤ上の冗長性を増すために、東北新幹線のプラットホーム用に予定していたスペースのうち1面分を東海道新幹線用に使用することになった。残りの1面では東北・上越の両方の新幹線の列車を受け入れることは難しいと考えられ、サブターミナルとして上野駅を設けることも検討されるようになった。こうして1977年（昭和52年）11月26日の国鉄理事会で上野駅設置が正式決定され、新幹線のルートは大きく東側に曲げられることになった。こうして、地下に建設されることになった上野駅に取り付く、大きな曲線を描くトンネルとして第2上野トンネルが建設されることになった。

## 建設計画

### 建設担当
東北新幹線は、国鉄本社の新幹線建設局が担当して施工した。上野 - 大宮間は東京第一工事局、東京第二工事局、東京第三工事局の分担で施工されたが、第2上野トンネルの区間は東京第一工事局の担当であった。

### 線形
第2上野トンネルは全長1,495メートルで、下谷立坑から寛永寺橋立坑を経て日暮里立坑へ至るシールド工法で掘られた部分と、日暮里立坑から日暮里駅構内に至る開削工法およびパイプルーフ工法で掘られた部分からなる。このうち下谷立坑から寛永寺橋立坑までが下谷工区でこの区間を下谷シールドと称し、寛永寺橋立坑から日暮里立坑までが寛永寺橋工区でこの区間を寛永寺橋シールドと称している。また日暮里立坑から日暮里駅構内の出口までは日暮里トンネルとも称している。
単線トンネル2本の並列で掘った方が工事の難易度は低いとされたが、複線トンネルとした方が取り付け部分の用地買収を減らせること、私有地の地下を通過する部分での区分地上権の設定が有利となることがあり、さらに日暮里駅構内で在来線の間のスペースを取り付けに使うためには複線トンネルとしなければならないことから、複線断面のトンネルとされた。
ルートはできるだけ公共用地を使うことを前提としたが、地下の上野駅の位置と日暮里立坑の位置を限定したことから、私有地地下の通過がどうしても避けられないものとなった。結果的にトンネルが通過する土地は道路50%、私有地22%、線路11%、墓地17%となった。
下谷立坑は上野地下駅の北端に隣接して台東区道の下に建設された。ここから道路の角となっている部分で私有地の地下に一部はみ出しながら、下り列車に対して左に半径418メートルの曲線を描いて東京都道319号環状三号線の下に出る。そのまま都道の下を通り、都道が線路を横断する寛永寺橋の下に寛永寺橋立坑を設けた。ここから逆に下り列車に対して右に半径602メートルの曲線を描きながら、国鉄と京成電鉄の線路の下を潜り、谷中霊園の地下を通って日暮里駅手前に設けた日暮里立坑に到達する。日暮里立坑からは下り列車に対して左に半径698メートルの曲線を描きながら京浜東北線と山手線の合計4本の線路の下を横断して、これらと東北本線・常磐線の間に出て、日暮里駅中心付近で地上に出てくる。全体としてSカーブの線形となっている。縦断勾配は、下谷立坑から下り列車に対して上り1パーミルの勾配が約550メートル続き、途中東京起点4キロ898メートル565の地点（寛永寺橋付近）から下り列車に対して上り25パーミルの勾配となって出口まで続く。第2上野トンネルを出ても364メートルに渡ってU型擁壁区間で上り勾配が続き、そのまま高架橋へと登っていく。なお25パーミルの勾配は、新幹線鉄道構造規則で許される上限を超えたもので、運輸大臣の特別認可を受けている。

## 建設

### 下谷工区
下谷工区は下谷立坑から寛永寺橋立坑までの区間で、東京起点4キロ337メートルから5キロ085メートルまでの延長749メートルを佐藤工業が請け負った。シールドトンネルの外径は12.66メートルあり、これは建設当時としては世界最大級のシールド工事であった。
下谷工区で建設する区間の地質は、シールドトンネルを非常に施工しづらいとされる粘着力が低く崩壊性の砂層がトンネル上部にあり、地盤改良の対策が必要であった。また水頭にして17メートルに及ぶ地下水が滞水していたが、周辺で多数の井戸が使用されていることから、井戸枯れへの配慮が必要とされた。こうしたことから、切羽（トンネル工事の最前端部）が崩壊するのを防ぐための工法の検討が行われた。第2上野トンネルでは、トンネル上部に存在する建物の基礎杭がトンネル断面に支障しており、杭を切羽において切断除去しながら施工する（アンダーピニング）必要があることから、泥水加圧式や削土密封式といった特殊なシールド工法を採用することができず、補助工法が必要となった。地下水位が高く粘着力のない砂層における安定化対策としては、粘着力を与え、水圧を制御するという2点を考慮する必要がある。このために薬液注入工法、凍結工法、圧気工法、地下水位低下工法といったものが考えられた。地下水位低下工法は、地下水をくみ上げて水位を低下させる方法であるが、周辺の井戸への影響があり、また安定化の信頼度が低いことから採用されなかった。圧気工法は、シールド内の気圧を上げて地下水の制御を行う工法であるが、シールド発進部では圧気の設備の設置に用地的・工期的な問題があった。薬液注入工法は砂の粘着度を高める薬液を注入する工法であるが、これ単独では安定化の信頼度が低いと考えられた。結果的に、シールドを発進させる初期区間では、冷凍管を地盤に巡らせて冷却することで地盤を凍結させる凍結工法と薬液注入工法を併用し、トンネルをある程度掘削した段階でトンネル内に圧気設備を設けて圧気工法と薬液注入工法の併用に切り替える方法が採用された。
薬液注入に当たっては、下谷工区の現場では地上に幹線道路が通っており建物も多く建ち並んでいることから、地上からの薬液注入は困難であった。このため中間付近にある私有地を借地して下谷パイロット立坑を建設し、ここから双方向へ、下谷立坑側へは176メートル、寛永寺橋立坑側へは455メートル、外径3.55メートル、内径3.3メートルのパイロットトンネルをシールド工法で建設した。セグメントは施工性の良いスチールセグメントを7分割式ボルト止めで施工した。下谷工区のパイロットトンネルは、本トンネル断面内に建設した。建設後、パイロットトンネル内から周辺の地盤に対して薬液注入を実施した。
シールド発進位置となる下谷立坑は、他にまとまった適地がなかったことから、上野駅に隣接する台東区道上に建設された。立坑の内空寸法は、横幅がシールドの外径である12.66メートルに加えてシールド発進時にシールドマシンが通過する部分の壁を撤去しても強度が保てるように余裕を考えて、16メートルとした。長さ方向はシールドマシンの長さ9.5メートルに余裕を加えて14メートルとした。またシールドの発進基地には、建設時に使用するセグメントの倉庫や受電設備、ブロア設備などが必要であるが、道路上の占有は最小限にするように行政から指示を受けていたため、道路の下に立坑以外に約690平方メートルの地下基地を設けた。掘削に当たっては、明治維新前は墓地であった場所であるため、遺体が発見されるなどして処置に苦慮することになった。
本坑掘削に使うシールドマシンは、前述したように本坑断面に露出する基礎杭の切断を行う必要があることなどから、半機械式手掘りシールドを採用した。シールドマシンの外径は12,840ミリ、長さは9,300ミリあり、総重量は1,150トン、ジャッキ推力は12,000トンであった。シールドマシンには、カッティングムーバブルフード (CMH) とカッティングスライドデッキ (CSD) を装備した。CMHはシールドマシンの最上部に取り付けられた、貫入装置を持った特殊フードで、幅380ミリ、高さ520ミリのフードをシールド先端から最大1,300ミリ地山に貫入でき、切羽面の地質に応じて出入りさせることで切羽面の安定を図るもので、合計22基が装備された。これにより、支障杭を切断するに際して杭周りを先掘りし、杭を抱え込むようにすることで、容易に掘れるように対策された。CSDはシールドマシン中段に配置されたCMHと同様の自動貫入式スライドデッキで、幅380ミリ、高さ500ミリのデッキを先端から1,300ミリまで貫入させ、あるいは500ミリまで後退できる。合計18基装備され、切羽の土質に応じて出入りさせることで切羽面を上段・下段に分割して、滑り崩壊を防止する役割を果たす。セグメントは、Kセグメントを含めて1リング13分割で、1ピース長さ約3メートル、幅1メートル、厚さ55センチ、重さ約4.5トンである。
立坑からシールドを発進させるにあたっては前述した通り、凍結工法を採用した。立坑の発進部から15.5メートルまでの掘進を対象とし、そこで一旦シールドマシンを止めて約1か月かけて圧気設備の設置を行って、圧気工法への切り替えを行った。このシールドマシン停止期間の切羽防護のために、切羽からさらに2メートルの範囲で壁状に凍土を構築した。凍土の構築は、凍結管を地中に差し込んでその中を冷却液を循環させることで行った。発進から1メートルの範囲では、トンネルを門型に囲うように凍土を構築し、1メートルから15.5メートルまでの区間では厚さ約4.5メートルの凍土をトンネル天井部を囲うように構築した。15.5メートルから17.5メートルまでの区間は切羽全体を壁のように覆って、シールドマシン停止期間の安定化策とした。凍結土量は約3,000立方メートルで凍結期間は約9か月であり、ブライン方式の凍結工法が採用された。この凍結区間は道路上と一部道路の脇にはみ出して作成された。凍結工法は、凍結によって地面が変状することがあり、今回の凍結区間では直近に9階建てのビルがあったことから変位を定期的に測定したが、特に問題なく工事が完了した。
工事にあたっては、前述したようにトンネルの通過する土地に建てられている建物の基礎杭がトンネル断面に支障している場所があった。直接基礎杭が断面に露出している建物が2件、トンネル天端近くに達している建物が5件、この他に寛永寺橋の橋台2基と橋脚5基も支障していた。支障杭は径が800ミリから1,500ミリで、合計108本であった。基礎杭が支障している2件については、1件はビルを買収して撤去したが、もう1件の日伸ハイツマンション（鉄筋コンクリート11階建て、総重量5,380トン）については、あらかじめトンネルの両側に新設基礎を構築して荷重を受け替えて、シールドマシン通過時に元の基礎杭を切断するアンダーピニングを行った。寛永寺橋についても、基礎杭をトンネル外側に新設して受け替え、従来の杭を切断除去した。また盛土となっていた区間についてはラーメン構造に変更した。1本の基礎杭切断には平均3日かかり、合計約100本の基礎杭の撤去を行った。トンネルの天端に基礎杭が接近しているものについては、シールド通過中だけ既設の基礎杭を切断して、新設した耐圧版からジャッキで荷重を受け替え、シールド通過後に再び元の杭に復旧する耐圧版工法を採用した。この工法は下谷郵便局（現在の上野郵便局、鉄筋コンクリート地上4階地下1階建て、総重量12,000トン）含め、合わせて3件で実施した。この他、基礎杭がトンネルからある程度離れているものについては、薬液を注入するなどして周辺地盤を補強している。
下谷工区は1978年（昭和53年）3月20日に着手し、1984年（昭和59年）8月30日に竣工した。これは第2上野トンネルの3工区で最後の完成であった。基礎杭の切断にかかった時間を含めなければ、下谷工区は平均日進2.1メートルであった。下谷工区の工費は約121億5700万円であった。

### 寛永寺橋工区
寛永寺橋工区は寛永寺橋立坑から日暮里立坑までの区間で、東京起点5キロ085メートルから5キロ569メートルまでの延長484メートルを西松建設が請け負った。シールドトンネルの外径は下谷工区と同じく12.66メートルである。
寛永寺橋工区では、下谷工区においてトンネル断面上部にあった崩壊性の砂層は、トンネル下部に現れるようになる。基礎杭処理のために特殊シールド形式を採用できず、こうした砂層の対策に補助工法が必要とされたのは、下谷工区と同様である。寛永寺橋工区では、圧気工法と薬液注入工法の併用が選択された。ただし、発進部では立地条件の問題により圧気が不可能であることは下谷工区と同様であり、発進部を60メートルにわたって柱列連続杭で囲んで水を抑制しつつ、薬液注入を実施することにした。
寛永寺橋工区においても薬液注入に当たっては、在来線10線の線路下を横断する部分で地上からの注入作業が不可能であったため、パイロットトンネルを建設した。寛永寺橋パイロット立坑は京成電鉄線と国鉄在来線に挟まれた位置にあり、ここから寛永寺橋立坑へ向けて延長135メートルをシールド工法で掘削した。こちらでは下谷工区のパイロットトンネルと異なり、トンネル完成後には防災設備としてパイロットトンネルを利用することにしたため、本トンネルの断面の外に掘削されることになった。本トンネルの上部から掘進を開始するが、防災設備としての利用上は本トンネルの側面に連絡する必要があるため、次第に本トンネルの側面に下っていくスパイラル状の線形を採用することになった。防災設備としての有効断面の要求から、パイロットトンネルの外径は4.3メートル、内径は3.9メートルで、また薬液注入の目的で一時的に使用するならばスチールセグメントの方が経済的であったが、将来的な有効活用の目的で鉄筋コンクリートセグメントを採用した。通常要求されるトンネル外径の2倍の土被りはなく、5メートル程度であった。また直上は在来線であり、そこに曲線半径40 - 60メートル程度、勾配は35から341パーミルにおよぶ最大突っ込み角度28度のトンネルを掘削する大変困難な工事で、平均日進1.3メートルで全行程に120日を要した。また、谷中霊園内では空地と霊園道を借地して地上から下向きに薬液注入を実施した。
寛永寺橋工区のシールド発進立坑となる寛永寺橋立坑は、立地条件から都道寛永寺橋の橋の下に設けられることになった。このために桁下の空間は5メートル程度しかなく、一般的な立坑土砂搬出設備を設置することができなかった。これに対応して、日本で初めての土砂の空気圧送装置を採用した。
寛永寺工区のシールドマシンも下谷工区と同様の理由で半機械式手掘りシールドを採用した。外径は12,820ミリ、長さは9,260ミリである。こちらではカッティングムーバブルフードは1,200ミリのものを12本装備し、カッティングスライドデッキは装備しなかった。一方土留スクリーンジャッキを4本備えた。これはトンネルの下部に滞水性の砂層が現れるため、シールドマシンの掘削・推進時以外は流砂現象を防止するためにスクリーンを展開できるようにしたものである。寛永寺橋工区においても、寛永寺橋の直径1,000ミリの基礎杭が32本、トンネル断面に支障しており、受け替えを行った。
1983年（昭和58年）7月15日に、日暮里立坑の手前において貫通式が行われ、関係者が参列してシールドマシンの最終推進と残区間の貫通発破が行われた。これにより第2上野トンネルの全区間が貫通した。
寛永寺橋工区は1981年（昭和56年）3月24日に着手し、1984年（昭和59年）5月30日に竣工した。基礎杭の切断にかかった時間を含めなければ、寛永寺橋工区は平均日進1.8メートルであった。寛永寺橋工区の工費は約87億4000万円であった。

### 日暮里工区
日暮里工区は日暮里立坑から日暮里駅側で、間組が請け負った。キロ程の上では東京起点5キロ569メートルから6キロ212メートルまでの延長643メートルとされているが、これは第2上野トンネルを出て日暮里駅構内でU型擁壁となっている区間を含んでいる。
この区間は箱型断面のトンネルで、内空断面は高さ7.45メートル×幅9.50メートルとなっている。始点から14メートルを開削工法で、そこから13メートルを横坑形式で、線路下を横断する部分の77メートルをパイプルーフ工法で、さらに日暮里駅構内の148メートルを開削工法で建設した。パイプルーフ工法は、鋼管を圧入機で挿入してトンネルの天井や壁の部分に並べて、トンネル掘削時の防護を行う工法である。線路の下を建設するにあたっては、工事桁を使う方法も考えられたが、夜間に列車の運行が停止している時間帯約3時間40分ですべて行わなければならず工期が長くなることから、パイプルーフ工法が選択されることになった。パイプルーフ工法で使用された鋼管は直径711ミリ、厚さ16ミリ、平均長さ77メートルのものを51本、総重量1,075トン、総延長3,923メートルに及んだ。パイプルーフの圧入作業完了後、上半断面と下半断面に分けて両端から上は人力、下はバックホー機械掘削で施工した。
日暮里工区の工事は1977年（昭和52年）7月1日に着工され、1984年（昭和59年）2月29日に完成した。工費は、発進基地が7億9200万円、パイプルーフ区間が17億1200万円、開削区間が11億2100万円の合計36億2500万円であった。

## 完成
1984年（昭和59年）8月30日の下谷工区完成をもって、第2上野トンネルの全区間が完成した。上野 - 大宮間の土木工事では赤羽台トンネルの工事がもっとも遅れていたが、これも同年12月21日に完成式を迎え、12月24日に全土木工事が完成した。土木以外の工事も競合しながら突貫工事を進めて行った結果、翌年1月14日に軌道工事、2月20日に電気工事が完成を迎えた。これにより設備監査は4日間（2月21日-24日）、訓練運転は17日間（2月25日-3月13日）と短縮されることになったが、1985年（昭和60年）3月14日に無事開通を迎えることになった。

### 書籍
- 『東北新幹線工事誌 上野・大宮間』日本国有鉄道、1986年2月。
- 『東北新幹線工事誌 東京・上野間』東日本旅客鉄道、1992年3月。
- 山之内秀一郎『東北・上越新幹線』（初版）JTB、2002年12月1日。

### 論文・雑誌記事
- 「巨大シールドを駆使して第2上野トンネル貫通」『開発往来』第27巻第9号、開発行政懇話会、1983年9月、6 - 8頁。
- 伊藤博「世界最大級のシールド工事--東北新幹線・第2上野トンネル」『セメント・コンクリート』第431号、セメント協会、1983年1月、24 - 32頁。
- 大森友良・善如寺大「シールド発進部に用いた凍結工法 東北新幹線第2上野トンネル」『鉄道土木』第23巻第7号、日本鉄道施設協会、1981年7月、495 - 504頁。
- 福岡祥光「東北新幹線（上野-大宮間）の概要」『鉄道土木』第27巻第3号、日本鉄道施設協会、1985年3月、139 - 144頁。
- 清水登・土井博己「大断面シールドトンネルの設計・施工 第二上野トンネル」『鉄道土木』第27巻第3号、日本鉄道施設協会、1985年3月、166 - 169頁。
- 池田重喜・大森友良「東北新幹線・第2上野トンネルに伴う構造物の防護」『土木技術』第37巻第3号、土木工学社、1982年3月、71 - 76頁。
- 河田博之・池田重喜「φ12.66mの超大型シールドトンネル(1) 東北新幹線第2上野トンネルの設計・施工計画」『トンネルと地下』第11巻第10号、土木工学社、1980年10月、7 - 14頁。
- 河田博之・池田重喜「φ12.66mの超大型シールドトンネル(2) 東北新幹線第2上野トンネルの設計・施工計画」『トンネルと地下』第11巻第11号、土木工学社、1980年11月、30 - 40頁。
- 小山幸則・加藤政喜「大断面シールドの施工 東北新幹線第2上野トンネル」『トンネルと地下』第14巻第1号、土木工学社、1983年1月、17 - 25頁。
- 池田重喜・土井博己・入佐伸夫「上野第2トンネルの設計・施工計画」『東工』第32巻第1号、日本国有鉄道第一東京工事局、1981年7月、131 - 154頁。
- 寺内昭司・高木勇・阿部耕平・斎藤寿尋「日暮里駅構内線路近接連続地下壁の施工について」『東工』第32巻第1号、日本国有鉄道第一東京工事局、1981年7月、155 - 163頁。
- 館野孝明・金子静夫「東北新幹線下谷たて坑設計施工について」『東工』第32巻第2号、日本国有鉄道第一東京工事局、1981年12月、223 - 236頁。
- 丸田富士夫「東北幹第二上野トンネル(寛永寺橋シールド)の設計･施工について」『東工』第34巻第2号、日本国有鉄道第一東京工事局、1984年3月、129 - 146頁。